# NGC 1210
NGC 1210 is een lensvormig sterrenstelsel in het sterrenbeeld Oven. Het hemelobject werd in 1886 ontdekt door de Amerikaanse astronoom Ormond Stone.

## Synoniemen
- PGC 11666
- ESO 480-31
- AM 0304-255